# Anders Tehler
Anders Gunnar Tehler, född 6 oktober 1947, är en svensk professor emeritus i botanik.
Tehler disputerade 1983 vid Stockholms universitet på avhandlingen The taxonomy of the genera Dirina and Roccellina (Roccellaceae) och blev docentbehörig vid Stockholms universitet 1988. Efter disputationen 1983 och fram till 1996 arbetade han som forskarassistent och lektor vid Institutionen för botanik. Tehler blev utnämnd till professor vid Naturhistoriska riksmuseet i Stockholm 1996 och fungerade där som chef vid den dåvarande Enheten för Kryptogambotanik fram till 2013
Tehler forskar framförallt om svamparnas släktskapsförhållanden (fylogeni) med särskild vikt vid lavsvamparnas fylogeni inom ascomycetordningen Arthoniales, i synnerhet familjen Roccellaceae och släktena Dirina, Roccellina och Roccella
Tehler var inbjuden som gästforskare 1992 till Berkeley-universitetet i Kalifornien, USA, (The Taylor Lab, University of California, Berkeley)